# 噬菌体展示技术

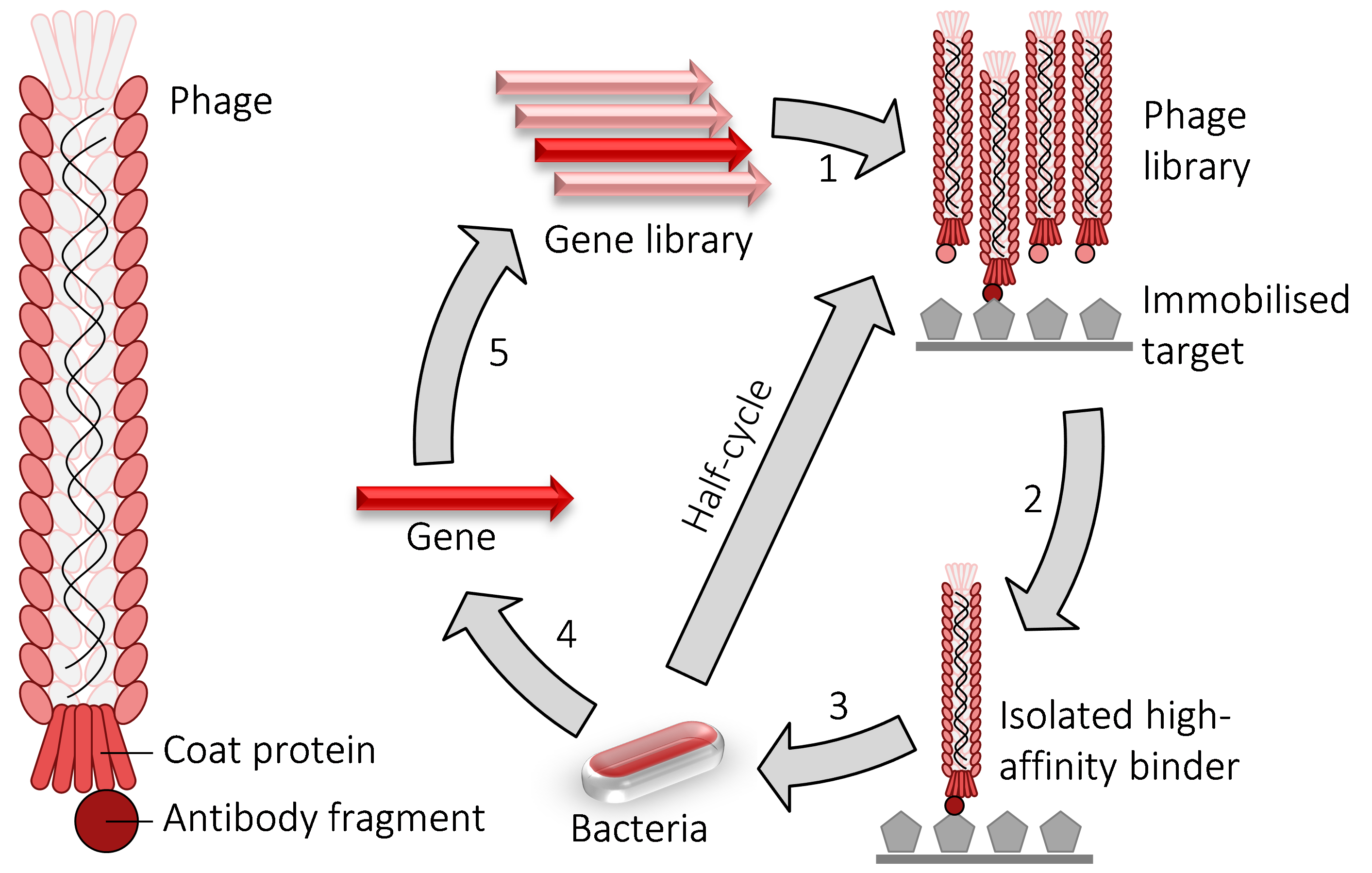
噬菌體展示週期。 1) 病毒外殼蛋白+要被進化的基因（通常是抗體片段）的融合蛋白在噬菌體中表達。 2) the library of phage are washed over an immobilised target. 3) the remaining high-affinity binders are used to infect bacteria. 4) the genes encoding the high-affinity binders are isolated. 5) those genes may have random mutations introduced and used to perform another round of evolution. The selection and amplification steps can be performed multiple times at greater stringency to isolate higher-affinity binders.

噬菌体展示技术（英語：Phage display），将编码所需产物的外源 DNA 片段插入噬菌体基因组，并使之与噬菌体衣壳蛋白编码基因或其他结构基因相融合，然后用该重组噬菌体侵染宿主细菌，复制形成大量带有杂合衣壳蛋白（或其他结构蛋白）的噬菌体颗粒，从而捕获 cDNA 表达文库中与“诱饵”相互作用的蛋白质。
噬菌体展示技术在病毒研究领域有广泛运用。
噬菌体展示技术中最常用的噬菌体是M13和 fd 丝状噬菌体， 尽管T4、T7和λ噬菌体也被使用。

## 歷史
1985年，乔治·P·史密斯(George P. Smith)首次描述了噬菌體展示技術，當時他通過將病毒的衣殼蛋白與一系列肽序列中的一個肽融合，證明了肽在絲狀噬菌體（感染細菌的細長病毒）上的展示。

## 參看
- 蛋白質交互作用

競爭技術：
- 酵母菌雙雜合系統